# Lauren Graham
Lauren Graham, född 16 mars 1967 i Honolulu i Hawaii, är en amerikansk skådespelare och författare. 
Hon är mest känd i sin genombrottsroll som Lorelai Gilmore i TV-serien Gilmore Girls, som spelade in mellan 2000 och 2007.

## Biografi
Graham föddes i Honolulu på Hawaii, men växte huvudsakligen upp i Washington, D.C. och Virginia. Hennes pappa arbetade för USAID och var senare en godisindustrilobbyist (ordförande för National Confectioners Association) och mamman var en modeköpare. När hennes pappa arbetade för USAID i Vietnam, bodde Graham tillsammans med sin mamma i Japan, där mamman själv vuxit upp som missionärsdotter.
Graham påbörjade studier vid New York University och gick vidare till Barnard College där hon tog en kandidatexamen i engelsk litteratur 1988. Därefter tog hon en MFA i skådespeleri från Southern Methodist University Meadows School of the Arts 1992.
Efter flera gästroller i flera större TV-serier kom det stora genombrottet 2000 med huvudrollen i Gilmore Girls, som pågick i sju säsonger.

## Filmografi i urval
- 1994 – All My Children (TV-serie) (1 avsnitt)
- 1995–1996 – Singel i stan (TV-serie) (5 avsnitt)
- 1996 – Tredje klotet från solen (TV-serie) (1 avsnitt)
- 1997 – I lagens namn (TV-serie) (3 avsnitt)
- 1997 – Nattvakten
- 1997 – NewsRadio (TV-serie) (4 avsnitt)
- 1997 – Seinfeld (1 avsnitt)
- 2000–2007 – Gilmore Girls (TV-serie) (154 avsnitt)
- 2001 – Ljuva november
- 2002 – Family Guy (TV-serie) (röstroll, 1 avsnitt)
- 2003 – Bad Santa
- 2005 – The Pacifier
- 2006 – Studio 60 on the Sunset Strip (TV-serie) (2 avsnitt)
- 2007 – Evan den allsmäktige
- 2007 – Tre systrar & en mamma
- 2008 – Flash of Genius
- 2009 – Det regnar köttbullar (röstroll)
- 2010–2014 – Parenthood (TV-serie) (103 avsnitt)
- 2014 – A Merry Friggin' Christmas
- 2015 – The Odd Couple (TV-serie) (1 avsnitt)
- 2017 – Simma lugnt, Larry! (TV-serie) (3 avsnitt)
- 2021–2022 – The Mighty Ducks: Game Changers (TV-serie) (20 avsnitt)

## Bibliografi

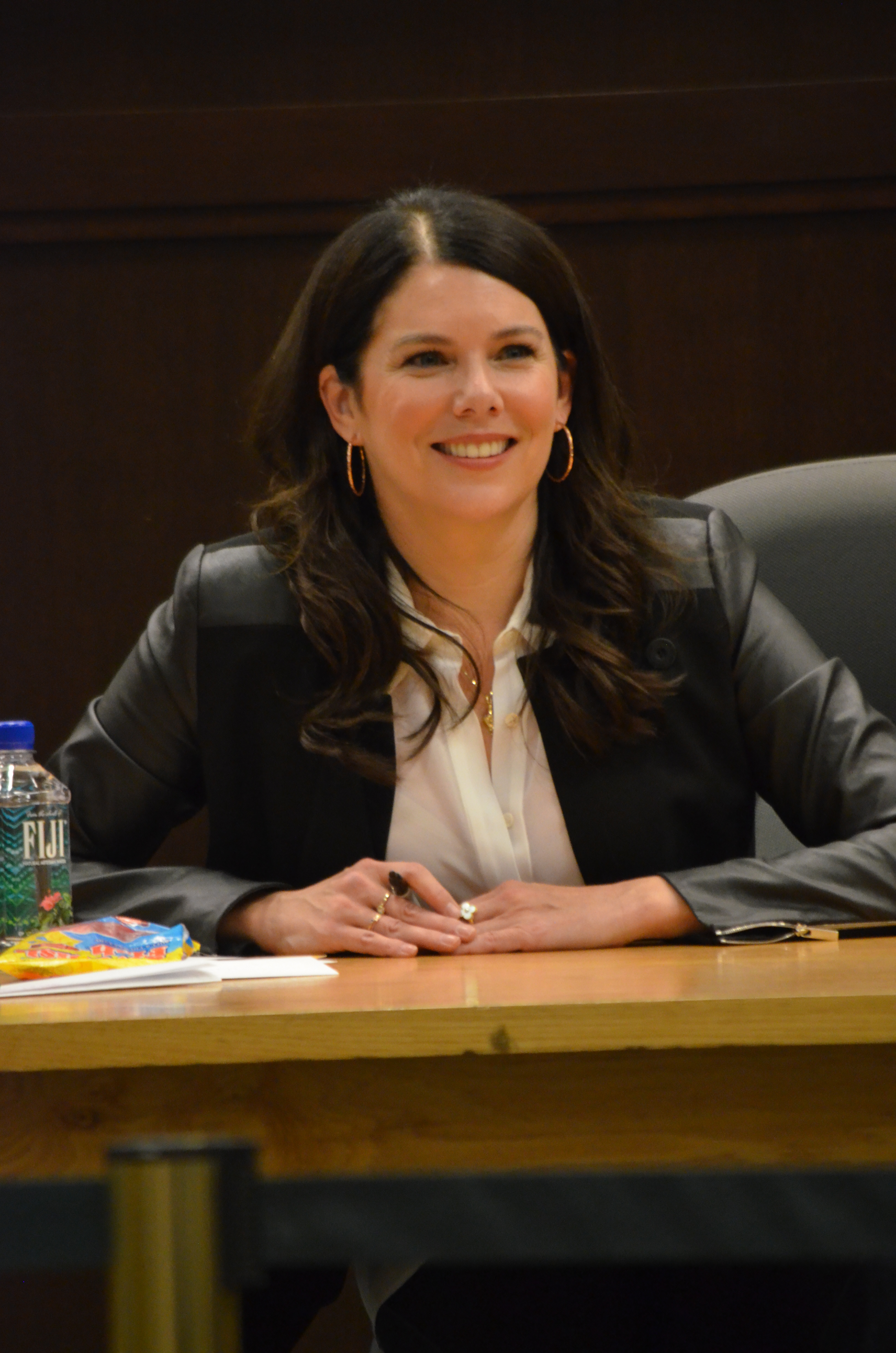
Graham vid boksignering under 2013.